# P. Ramlee
P. Ramlee   (George Town, 22 de març de 1929 - Kuala Lumpur, 29 de maig de 1973) Teuku Zakaria bin Teuku Nyak Puteh, més tard anomenat Ramlee bin Puteh va ser un cantant, actor, compositor i productor musical de Malàisia. El 1957, va guanyar el premi al millor actor al 4t Festival de cinema Àsia Pacífic de Tòquio. Va morir d'una malaltia cardíaca el 29 de maig de 1973, a 44 anys.

## Teatre
1. Abu Hassan Penchuri (1955)
2. Ahmad Albab (1968)
3. Ali Baba Bujang Lapok (1961)
4. Aloha (1950)
5. Anak Bapak (1968)
6. Anak-ku Sazali (1956)
7. Anjoran Nasib (1952)
8. Antara Dua Darjat (1960)
9. Antara Senyum Dan Tangis (1952)
10. Bakti (1950)
11. Bujang Lapok (1957)
12. Bukan Salah Ibu Mengandung' (1969)
13. Chinta (1948)
14. Dajal Suchi (1965)
15. Di Belakang Tabir (1969)
16. Do Re Mi (1966)
17. Doktor Rushdi (1970)
18. Enam Jahanam (1969)
19. Gelora (1970)
20. Gerimis (1968)
21. Hang Tuah (1956)
22. Hujan Panas (1953)
23. Ibu / Mother (1953)
24. Ibu Mertua Ku (1962)
25. Jangan Tinggal Daku (1971)
26. Juwita (1951)
27. Kanchan Tirana (1969)
28. Keluarga 69 (1967)
29. Labu Dan Labi (1962)
30. Laksamana Do Re Mi (1972)
31. Love Parade (1963)
32. Madu Tiga (1964)
33. Masam Masam Manis (1965)
34. Melanchong Ke Tokyo (1964)
35. Merana (1954)
36. Miskin (1952)
37. Musang Berjanggut (1959)
38. Nasib (1949)
39. Nasib Do Re Mi (1966)
40. Nasib Si Labu Labi (1963)
41. Nilam (1949)
42. Noor Asmara (1949)
43. Nujum Pak Belalang (1959)
44. Pancha Delima (1957)
45. Panggilan Pulau (1954)
46. Patah Hati (1952)
47. Penarek Becha (1955)
48. Pendekar Bujang Lapok (1959)
49. Penghidupan (1951)
50. Perjodohan (1954)
51. Putus Harapan (1953)
52. Putus Sudah Kaseh Sayang (1971)
53. Rachun Dunia (1950)
54. Ragam P Ramlee & Damaq (1964)
55. Sabarudin Tukang Kasut (1966)
56. Se Merah Padi (1956)
57. Sedarah (1952)
58. Sejoli (1951)
59. Seniman Bujang Lapok (1961)
60. Sergeant Hassan (1958)
61. Sesudah Suboh (1967)
62. Siapa Salah (1953)
63. Sitora Harimau Jadian (1964)
64. Sumpah Orang Minyak (1958)
65. Takdir Illahi (1950)
66. Tiga Abdul (1964)